# Dorstenia convexa
Dorstenia convexa är en mullbärsväxtart som beskrevs av De Wild.. Dorstenia convexa ingår i släktet Dorstenia och familjen mullbärsväxter. Utöver nominatformen finns också underarten D. c. oblonga.